# Heterococcus arenae
Heterococcus arenae är en insektsart som beskrevs av Ferris 1918. Heterococcus arenae ingår i släktet Heterococcus och familjen ullsköldlöss. Inga underarter finns listade i Catalogue of Life.